# Terinos
Terinos é um gênero de insetos da ordem Lepidoptera, família Nymphalidae e subfamília Heliconiinae, proposto por Jean-Baptiste Alphonse Dechauffour de Boisduval em 1836, na obra Histoire Naturelle des Insectes; Spécies Général des Lépidoptères, ao classificar T. clarissa, e composto por oito espécies de borboletas com asas em vivos tons de púrpura-azulado, ou violeta, em vista superior; encontradas em habitat de floresta tropical e subtropical úmida da região indo-malaia e Oceania, do Sudeste Asiático até a Melanésia, onde ocorrem T. alurgis, T. tethys e T. maddelena (este último no arquipélago de Bismarck). Outras três de suas espécies: T. atlita, T. clarissa e T. terpander são bastante difundidas em sua distribuição geográfica. No passado estiveram inseridas na subfamília Nymphalinae dos Nymphalidae; e agora dentre os Heliconiinae. Apresentam características sexualmente dimórficas entre macho e fêmea. Sua primeira espécie fora descrita em 1787 por Johan Christian Fabricius, com a denominação de Papilio atlita; colocada no gênero Papilio e não validada como espécie-tipo do gênero Terinos.

## Hábitos
Espécies de Terinos pousam em manchas de umidade do solo, sendo nervosas e um pouco inquietas em voo, enquanto flutuam, principalmente no período da manhã, em condições de tempo nublado ou ensolarado. Elas tendem a ficar paradas por longos períodos, no final do dia.

## Espécies
- Terinos abisares C. & R. Felder, [1867][6] (ex subespécie de Terinos taxiles, das Celebes)[1]
- Terinos alurgis Godman & Salvin, 1880
- Terinos atlita (Fabricius, 1787) Large Assyrian[8]
- Terinos clarissa Boisduval, 1836 Assyrian[1] / Malayan Assyrian[2] - Espécie-tipo[1]
- Terinos maddelena Grose-Smith & Kirby, 1889
- Terinos taxiles Hewitson, 1862
- Terinos terpander Hewitson, 1862 Royal Assyrian[3][7]
- Terinos tethys Hewitson, 1862